# Croton wassi-kussae
Croton wassi-kussae är en törelväxtart som beskrevs av Léon Camille Marius Croizat. Croton wassi-kussae ingår i släktet Croton och familjen törelväxter. Inga underarter finns listade i Catalogue of Life.